# 인생이란
《인생이란》(That's Life!)은 미국에서 제작된 블레이크 에드워즈 감독의 1986년 코미디, 드라마 영화이다. 잭 레먼 등이 주연으로 출연하였고 토니 애덤스 등이 제작에 참여하였다.
이 영화는 에드우즈 감독이 자신의 재정을 크게 독립적으로 사용하여 제작되었으며 컬럼비아 픽처스에 의해 배급되었다.

## 출연

### 주연
- 잭 레먼
- 루리 앤드류즈

### 조연
- 샐리 켈러먼
- 로버트 로지아

## 기타
- 미술: 토니 마란도
- 의상: 트레이시 타이넌